# Anaerotignum neopropionicum
Anaerotignum neopropionicum es una bacteria grampositiva del género Anaerotignum. Fue descrita en el año 2017. Conocida anteriormente como Clostridium neopropionicum. Su etimología hace referencia a nuevo productor de ácido propiónico. Es anaerobia estricta, formadora de esporas y móvil por flagelación polar. Tiene un tamaño de 0,6 μm de ancho por 1,4-3,0 μm de largo. Temperatura de crecimiento entre 15-40 °C, óptima de 30 °C. Se ha aislado de un digestor anaerobio.